# Thesan
Etruščanska boginja zore, zaštitnica rađanja. Usporediva s rimskom Aurorom.